# وودبنك (تشيشير)
وودبنك (بالإنجليزية: Woodbank, Cheshire)‏ هي قرية و أبرشية مدنية تقع في المملكة المتحدة في إنجلترا. يقدر عدد سكانها بـ 62 نسمة .

## معرض صور

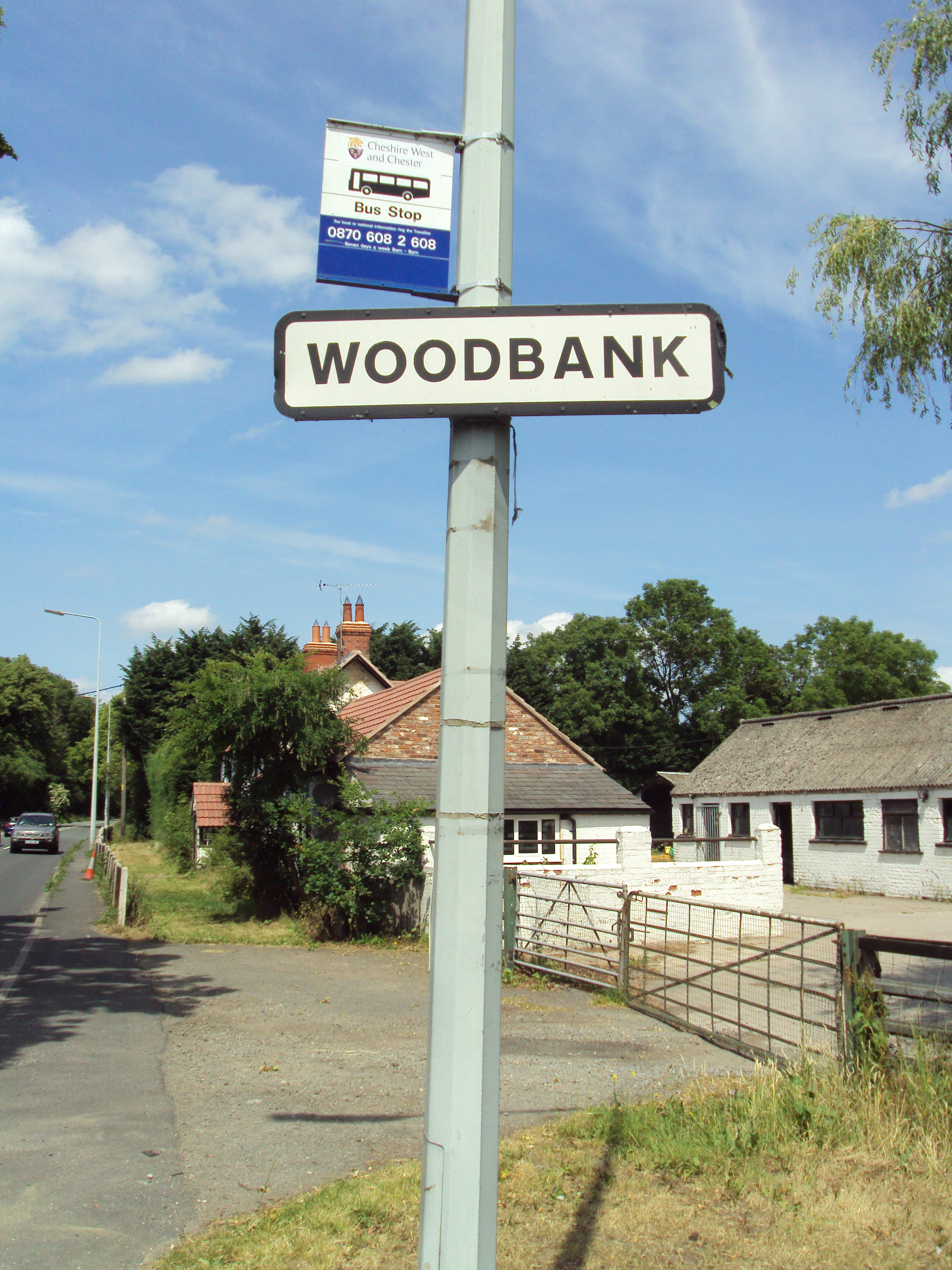
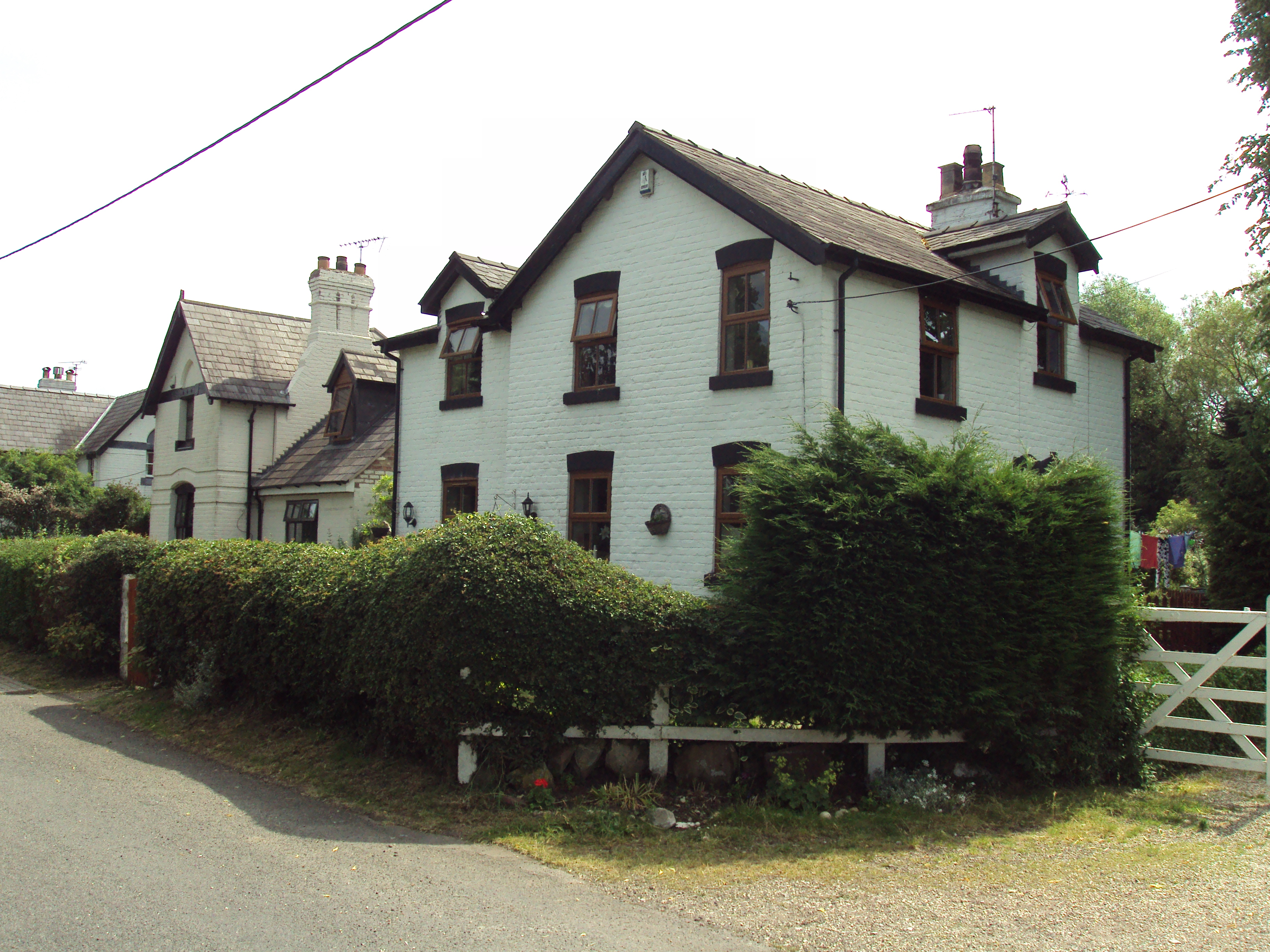
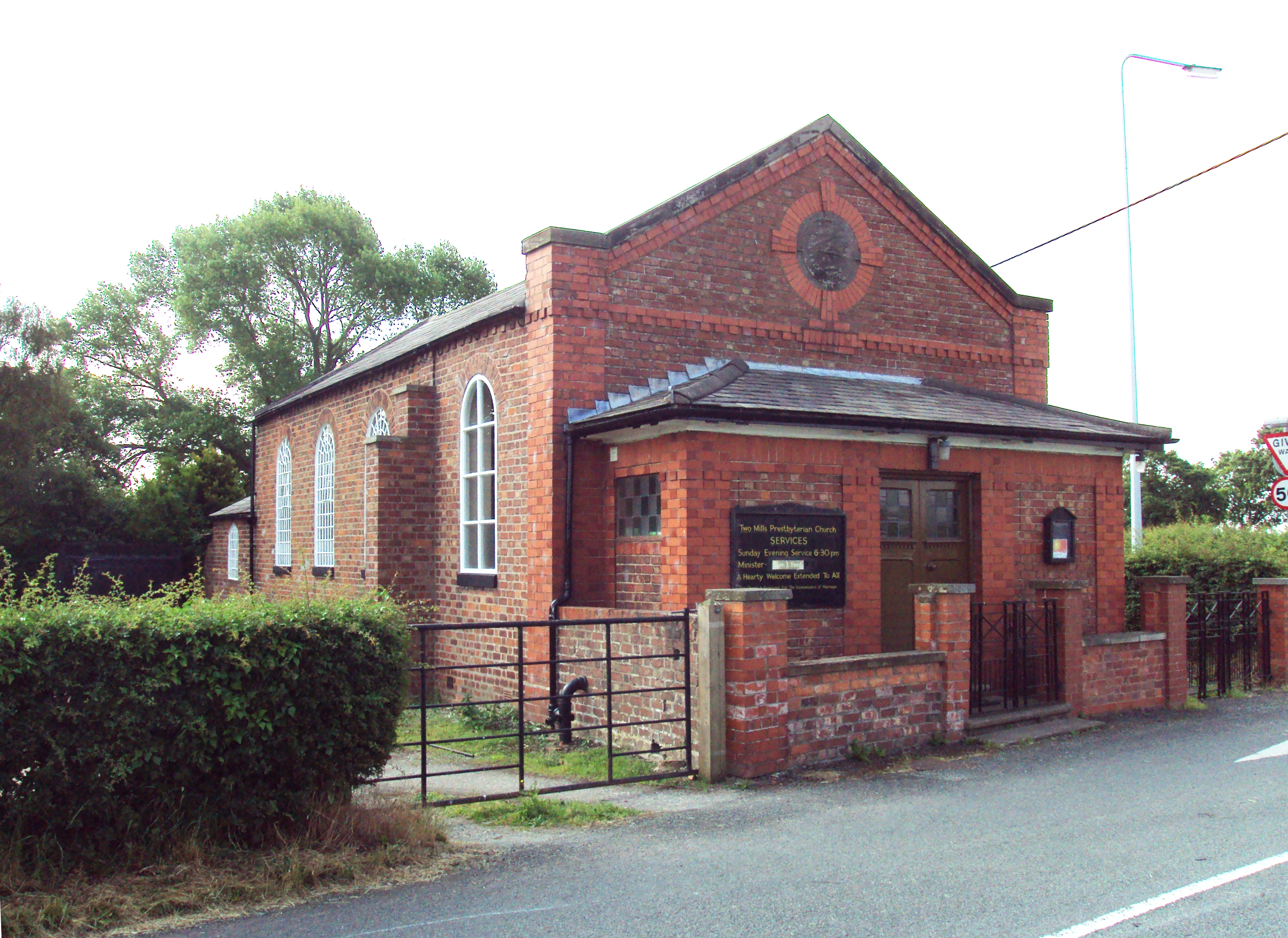